# Gänsehals, Schorenberg, Burgberg und Schmitzkopf
Koordinaten: 50° 23′ 42″ N, 7° 12′ 6″ O
Das Naturschutzgebiet Gänsehals, Schorenberg, Burgberg und Schmitzkopf liegt im Landkreis Mayen-Koblenz in Rheinland-Pfalz. Das etwa 555 ha große Gebiet, das im Jahr 1988 unter Naturschutz gestellt wurde, erstreckt sich östlich der Ortsgemeinde Rieden und westlich der Ortsgemeinde Bell. Im nordöstlichen Bereich verläuft die B 412, östlich verlaufen die Landesstraße L 82 und die A 61. Die höchste Erhebung in dem Gebiet ist der 575,3 m hohe Gänsehals.